# Карлюга Євгенія Кирилівна
Євге́нія Кири́лівна Карлю́га, до шлюбу Довжу́к (нар. 1899 — пом. 1976) — українська передовиця сільського господарства Української РСР, Герой Соціалістичної Праці (1949).

## Життєпис
Народилася 1899 року в селі Голта Ананьївського повіту Херсонської губернії Російської імперії (нині — у складі міста Первомайська Миколаївської області) в багатодітній селянській родині. Українка.
З 1946 року — ланкова 1-ї рільничої бригади колгоспу імені Леніна міста Первомайська Одеської (нині — Миколаївської) області. У 1948 році ланка Євгенії Карлюги одержала урожай пшениці 31, 6 центнера з гектара на площі у 20 гектарів.
У 1950 році першою в Первомайському районі застосувала квадратно-гніздовий метод садіння кукурудзи, зібравши по 65 центнерів з гектара на площі у 29 гектарів.
Очолювала ланку до 1955 року, згодом — робітниця у ланці кавалера ордена Леніна К. П. Богдановської. Неодноразово обиралась депутаткою Первомайської міської ради.
Померла у 1976 році в Первомайську. Похована на кладовищі по вулиці Кам'яномостівській.

## Нагороди
Указом Президії Верховної Ради СРСР від 21 березня 1949 року Карлюзі Євгенії Кирилівні присвоєне звання Героя Соціалістичної Праці з врученням ордена Леніна і золотої медалі «Серп і Молот».
Також нагороджена медаллю «За доблесну працю у Великій Вітчизняній війні 1941—1945 рр.».